# Damithrax hispidus
Damithrax hispidus is een krabbensoort uit de familie van de Mithracidae. De wetenschappelijke naam van de soort is voor het eerst geldig gepubliceerd in 1790 door Herbst als Cancer hispidus.